# Gazdaságtörténeti Tanulmányok
Gazdaságtörténeti Tanulmányok  könyvsorozat, amely a bukaresti Állami Közgazdasági és Jogi Könyvkiadó, ill. utódja, a Tudományos Könyvkiadó gondozásában 1956 és 1958 között jelent meg. Összesen hét, 6–12 ív terjedelmű kötete került kiadásra.

## Tartalma, szerzői, szerkesztői
A szerzők többsége (Benkő Samu, Csetri Elek, Imreh István, Jakó Zsigmond, Molnár Miklós) az erdélyi polgári társadalom 1848 előtti kezdeteire (ipar, mezőgazdaság, gazdasági eszmék, műszaki és gazdasági értelmiség) vonatkozó kutatási eredményeit publikálta. Kovách Géza a zilahi céhes ipar történetét a kezdetekig visszanyúlva dolgozta fel, Virgil Ionescu, Nicolae Bălcescu gazdasági nézeteit ismertette, Kovács József pedig az erdélyi mezőgazdaság 1848 utáni fejlődését írta meg. A Gazdaságtörténeti Tanulmányok kiadói szerkesztője előbb Fodor Ernő, majd Pollák Ödön volt.